# آبی به رنگ آسمان
آبی به رنگ آسمان که در ابتدا ۴ فینال آسیا نام داشت، یک فیلم مستند سینمایی بر اساس طرح، پژوهش، تهیه‌کنندگی و کارگردانی امیر رفیعی است که به تاریخ باشگاه فوتبال استقلال تهران از زمان تأسیس تا پایان فصل ۱۳۹۸–۱۳۹۷ می‌پردازد. تولید و ساخت این اثر از پاییز ۱۳۹۵ آغاز شد و در مهر ۱۳۹۸ در سینماهای سراسر ایران به اکران درآمد؛ اکرانی که به دلیل مشکلات کشور در این مقطع زمانی و عدم نمایش فیلم در بیشتر شهرهای ایران با سختی های زیادی مواجه گردید و در نهایت نیز با بیماری کرونا متوقف شد تا رفیعی تصمیم به ادامه اکران آن به شکل آنلاین بگیرد؛ موضوعی که سرانجام در مرداد ۱۳۹۹ اتفاق افتاد. همایون ارشادی، مهناز افشار، سیامک انصاری، فرهاد اصلانی، حمیدرضا آذرنگ، بابک حمیدیان و رضا یزدانی نیز راویان این فیلم به نویسندگی خشایار الوند هستند و رضا یزدانی تیتراژ پایانی این اثر را نیز خوانده‌است که ضبط موزیک ویدیوی آن در ورزشگاه آزادی تهران انجام شد.
رضا تاری وردی (تدوین)، میثم نظیمی (مدیر تصویربرداری)، محمد مرتضایی (مدیر صدابرداری)، محمد خرمی نژاد (صدابردار استودیو)، گشتاسب بحرینی و گشسب بانو بحرینی (موسیقی متن)، علی فتح‌الله‌زاده (دیگر تهیه‌کننده فیلم)، نیاز افشین کیا (مجری طرح)، سعید اژدر (مدیر تولید)، شهاب کاظمی(مشاور پروژه) و… از دیگر عوامل تولید و ساخت این فیلم هستند.
این مستند پرفروش ترین مستند تاریخ سینمای ایران شد .

## افتخارات
این فیلم در مجموع دو اکران سینمایی و آنلاین خود که اولی در مهر ماه ۱۳۹۸ بود و در ادامه به دلیل بیماری کرونا متوقف شد و دومی هم در مرداد ۱۳۹۹ اتفاق افتاد، توانست با ۴۰۷٫۵۸۳ میلیون تومان عنوان پرفروش ترین مستند تاریخ سینمای ایران را به خود اختصاص دهد.
این اثر دیپلم افتخار هیات داوران و جایزه ویژه دبیر جشنواره فیلم‌های ورزشی ایران را از بابت بهترین مستند سال دریافت کرد، فستیوالی که کار را  به عنوان نماینده کشورمان در بخش مستند بلند راهی جشنواره فیلم‌های ورزشی میلان ایتالیا نیز نمود. 
این فیلم هم‌چنین توانست به‌رغم ارائه نسخه ای ناقص، از میان تعداد زیادی مستند متقاضی حضور در جشنواره فیلم فجر، یکی از ده اثر منتخب در بخش مستند ۳۶امین جشنواره فیلم فجر باشد. که البته به دلیل آماده نشدن، راهی این فستیوال نشد. هرچند آنونس آن ساخته مسعود رفیع‌زاده در ۳۹ امین جشنواره فیلم فجر نامزد دریافت سیمرغ بلورین از این رخداد هنری گردید.
ضمن آن‌که نسخه سینمایی این اثر، منتخب بخش مسابقه ملی دوازدهمین دوره جشنواره سینما حقیقت بود که یکی از پرمخاطب‌ترین آثار این جشنواره معرفی شد.

## مصاحبه‌شوندگان سرشناس
از میان بازیکنان و دست‌اندرکاران باشگاه فوتبال استقلال تهران تاکنون چهره‌هایی چون: محمود بیاتی، پرویز کوزه کنانی، رضا زمینی، حسن حبیبی، حشمت مهاجرانی، پرویز ابوطالب، اونیک کاراپتیان، مصطفی شرکاء، احمد منشی زاده، علی جباری، جواد قراب، مهدی کشاورز، مهدی حاج محمد، اکبر کارگرجم، نصراله عبداللهی، کارو حق وردیان، منصور رشیدی، عباس کردنوری، عباس رضوی، محمدرضا عادلخانی، ایرج دانایی فرد، هادی نراقی، جهانگیر کوثری، اصغر حاجیلو، سعید مراغه چیان، حجت اله خاکسار تهرانی، امیر هوشنگ زرین کمر، محمد اسماعیل کوثری، شاهین بیانی، جعفر مختاری فر، بهتاش فریبا، بیژن طاهری، صادق ورمزیار، مجید نامجو مطلق، حسین ترابپور، عبدالصمد مرفاوی، رضا حسن‌زاده، مهدی فنونی زاده، حمید بابازاده، محمد تقوی، بهزاد غلامپور، محمد نوری، محمود فکری، مهدی پاشازاده، علیرضا اکبرپور، علی موسوی، محمد مؤمنی، ابراهیم طالبی، هادی طباطبایی، رضا عنایتی، پیروز قربانی، وحید طالب لو، مجتبی جباری، آرش برهانی، امیرحسین صادقی، امید رضا روانخواه، جواد نکونام، محسن فروزان، امیر احتشام زاده، عنایت الله آتشی، تیمور غیاثی، فریده شجاعی، حسن میرزا آقابیک، مجید احتشام زاده، محمد پنجعلی، پرویز شیخان، علی فتح اله زاده، حمیدرضا آصفی، علی نظری جویباری و… در این فیلم حضور داشته‌اند.